# Pont Rhyd-y-cyff
Pont Rhyd-y-cyff es una localidad situada en el condado de Bridgend, en Gales (Reino Unido), con una población estimada a mediados de 2016 de 1516 habitantes.
Se encuentra ubicada al sur de Gales, a poca distancia al oeste de Cardiff y al norte del canal de Bristol.